# Епархия Ле-Ке
Епархия Ле-Ке (лат. Dioecesis Caiesensis) — епархия Римско-Католической церкви с центром в городе Ле-Ке, Гаити. Епархия Ле-Ке входит в митрополию Порт-о-Пренса. Кафедральным собором епархии Ле-Ке является церковь Успения Пресвятой Девы Марии в городе Ле-Ке.

## История
3 октября 1861 года Римский папа Пий IX издал буллу «Christianae religionis», которой учредил епархию Ле-Ке, выделив её из архиепархии Санто-Доминго.
20 апреля 1972 года и 13 июля 2008 года епархия Ле-Ке передала часть своей территории для образования новых епархий Жереми и Анс-а-Ву и Мирагоана.

## Ординарии епархии
- - Martial-Guillaume-Marie Testard du Cosquer (1861 — 27.07.1869), апостольский администратор;
  - Alexis-Jean-Marie Guilloux (Guillons) (27.06.1870 — 24.10.1885), апостольский администратор;
  - Constant-Mathurin Hillion (10.06.1886 — 21.02.1890), апостольский администратор;
- епископ Jean-Marie-Alexandre Morice (4.05.1893 — 22.06.1914);
- епископ Ignace-Marie Le Ruzic (12.01.1916 — 1.08.1919);
- епископ Jules-Victor-Marie Pichon (24.04.1919 — 1.09.1941);
- епископ François-Joseph Person (9.09.1941 — 24.09.1941);
- епископ Jean Louis Collignan O.M.I.[1] (30.09.1942 — 27.07.1966);
- епископ Jean-Jacques Claudius Angénor (20.08.1966 — 9.04.1988);
- епископ Jean Alix Verrier (9.04.1988 — 9.03.2009);
- епископ Guire Poulard (9.03.2009 — 12.01.2011), назначен архиепископом Порт-о-Пренса;
- кардинал Шибли Ланглуа (15.08.2011 — по настоящее время — 13 января 2013 года был объявлен кардиналом[2]).